# Grästrädsväxter
Grästrädsväxter (Xanthorrhoeaceae) är en familj av enhjärtbladiga växter. Grästrädsväxter ingår i ordningen sparrisordningen, klassen enhjärtbladiga blomväxter, fylumet kärlväxter och riket växter. Enligt Catalogue of Life omfattar familjen Xanthorrhoeaceae 1 187 arter.

## Bildgalleri

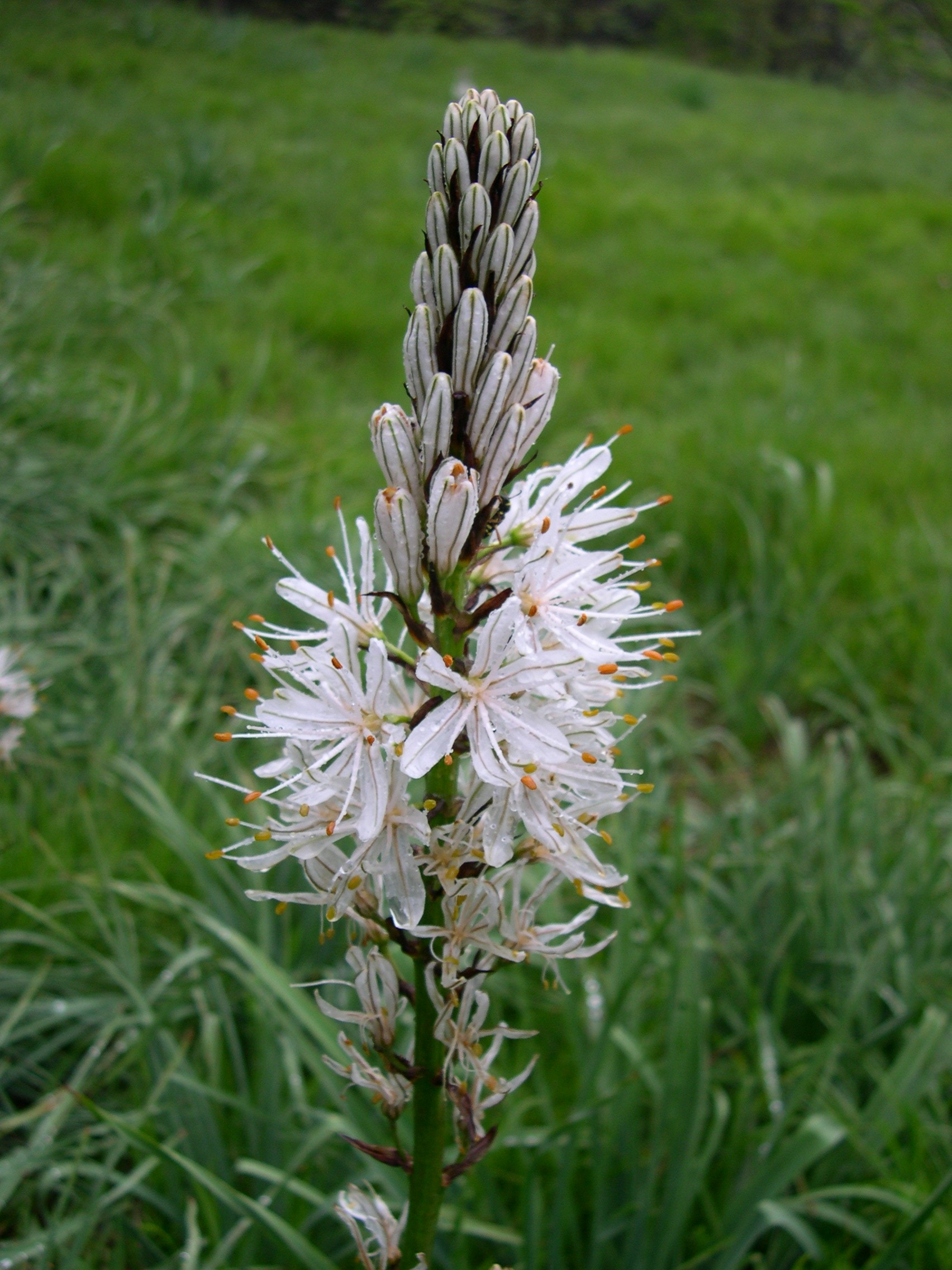
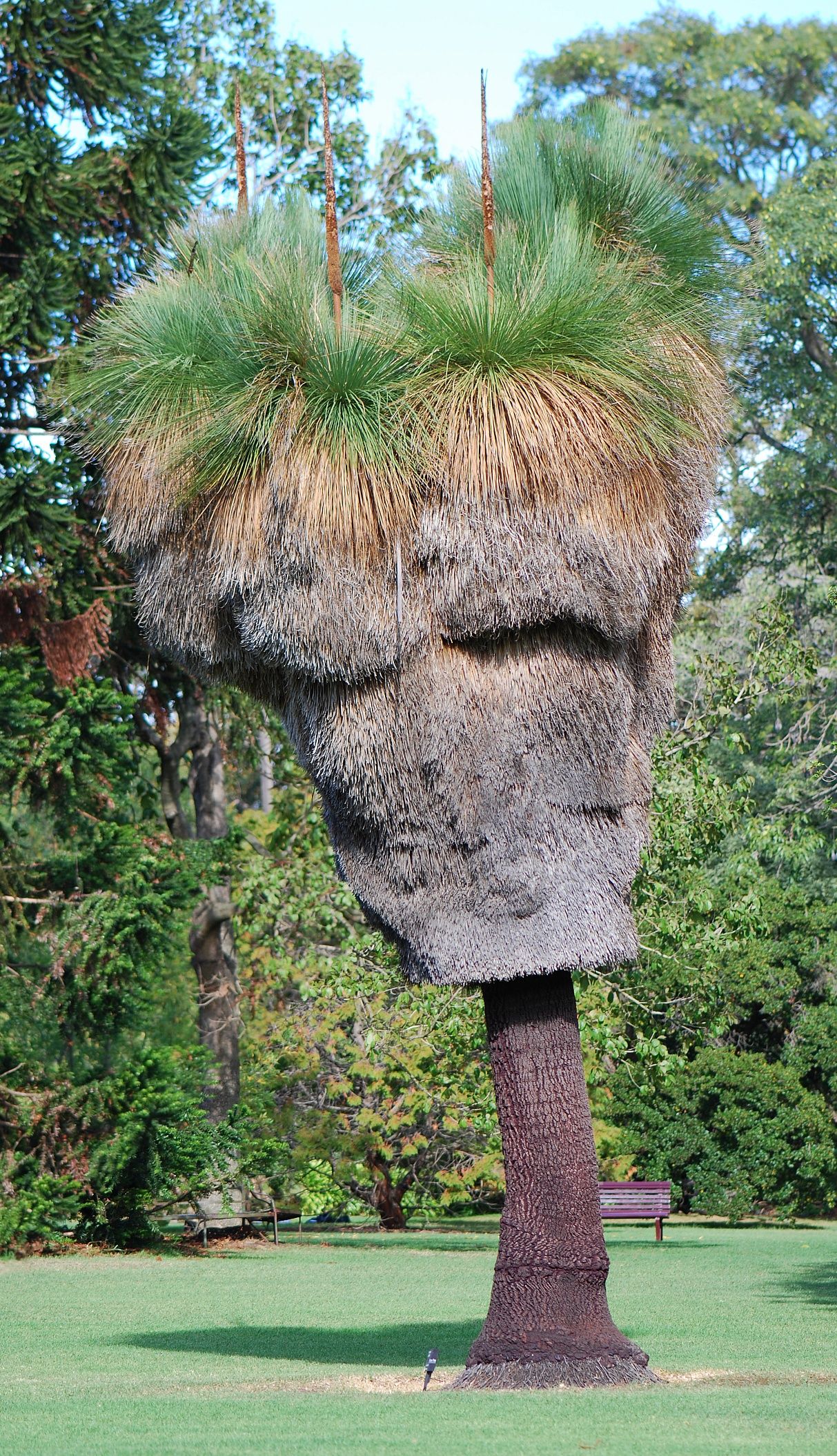
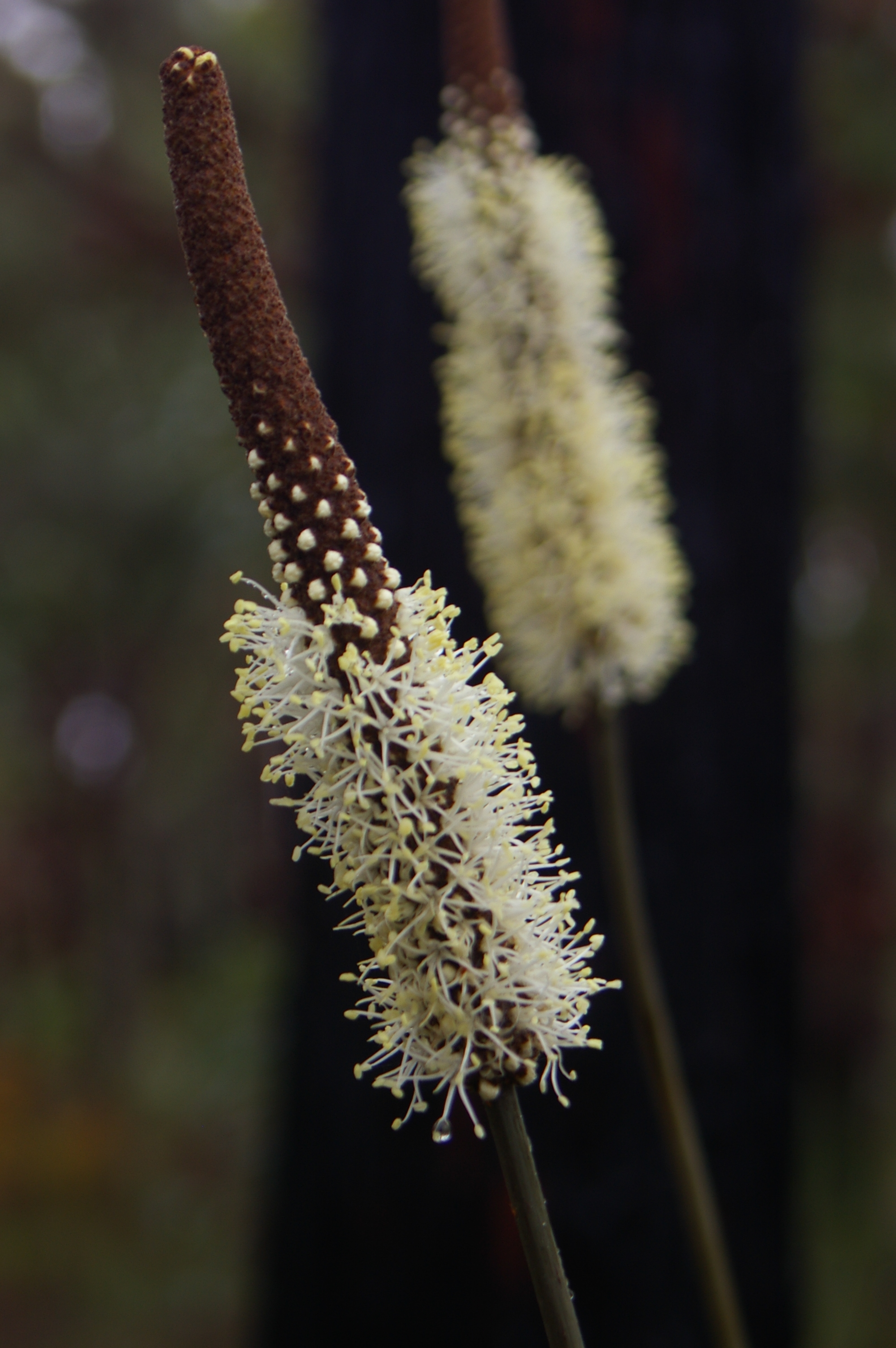
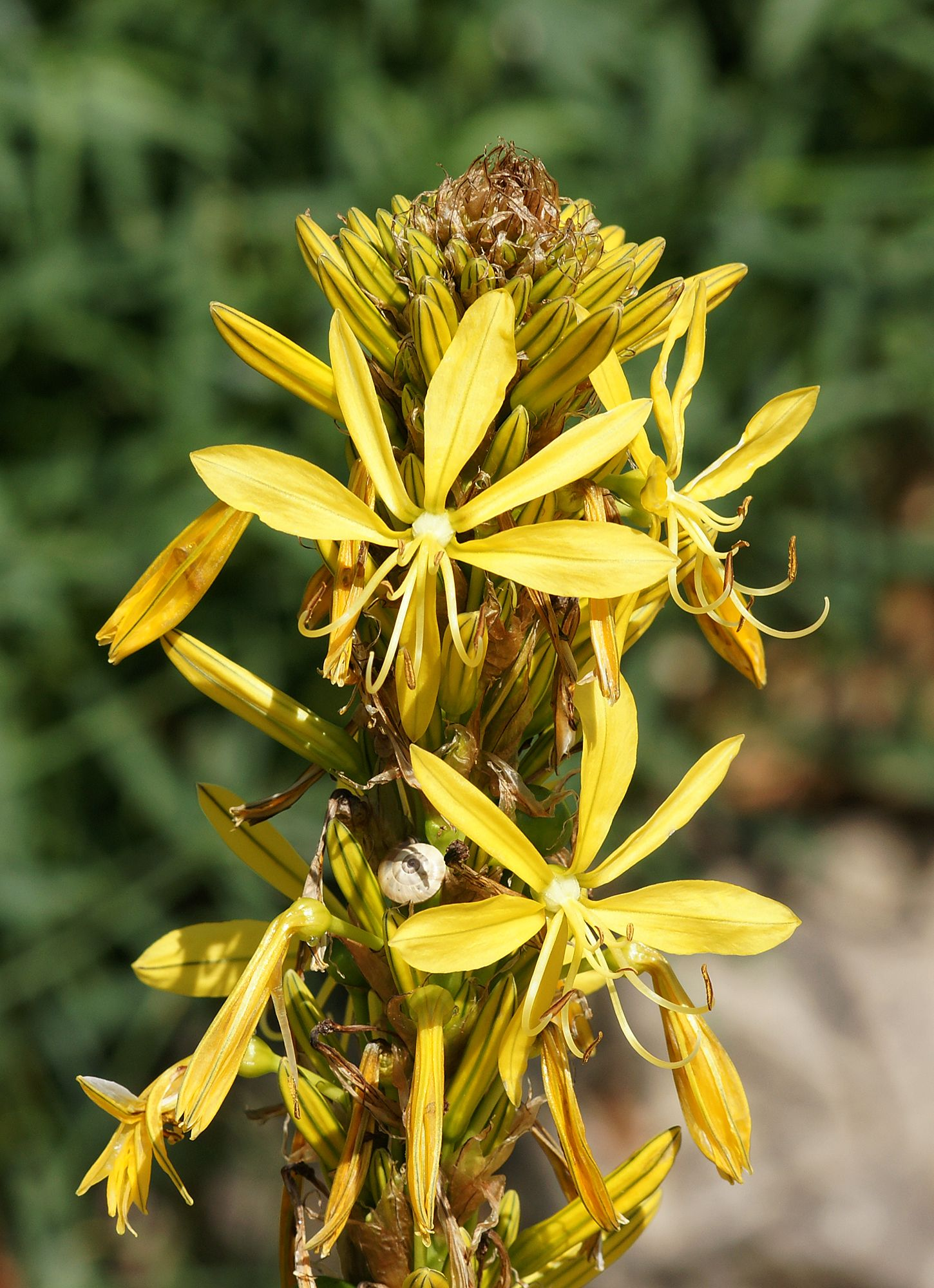
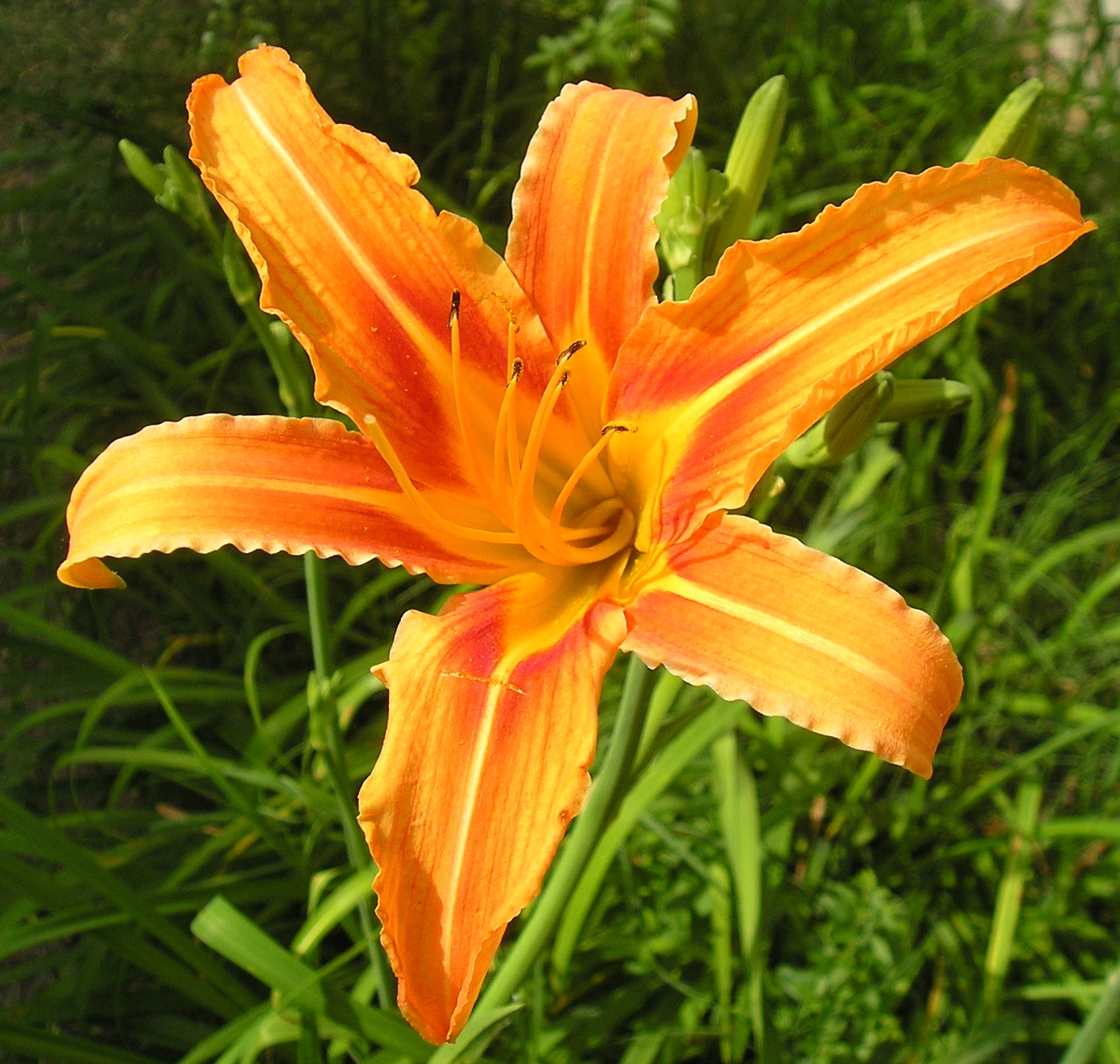
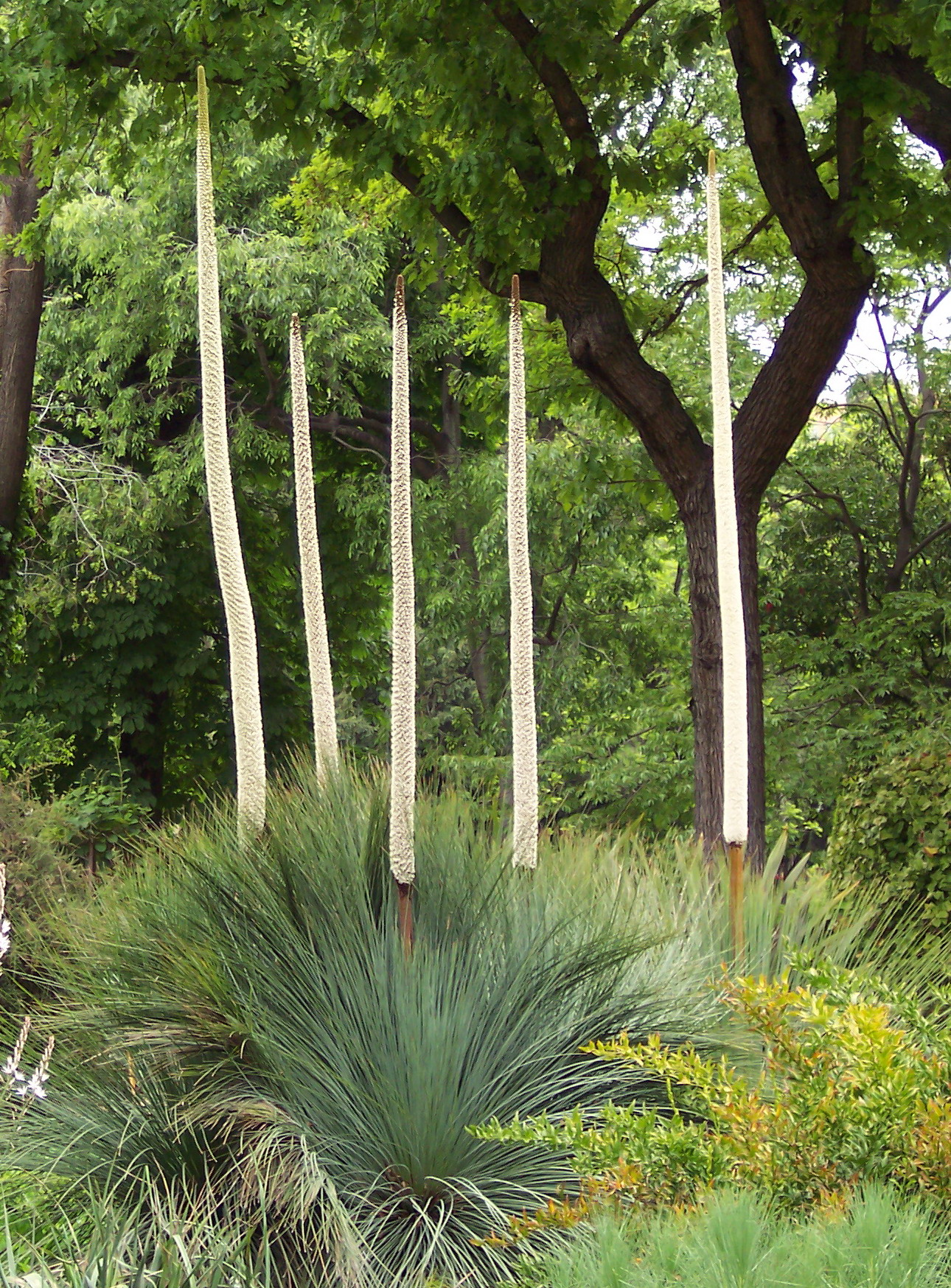

## Dottertaxa till Grästrädsväxter, i alfabetisk ordning[1]
- Agrostocrinum
- Aloe
- Arnocrinum
- Asphodeline
- Asphodelus
- Astroloba
- Astroworthia
- Bulbine
- Bulbinella
- Caesia
- Chortolirion
- Corynotheca
- Dianella
- Eccremis
- Eremurus
- Gasteria
- Geitonoplesium
- Haworthia
- Hemerocallis
- Hensmania
- Herpolirion
- Hodgsoniola
- Jodrellia
- Johnsonia
- Kniphofia
- Pasithea
- Phormium
- Simethis
- Stawellia
- Stypandra
- Thelionema
- Trachyandra
- Tricoryne
- Xanthorrhoea